# Палеогляциология
Палеогляциология — отрасль гляциологии, которая изучает природные льды прошлого, а в широком смысле — природные нивально-гляциальные системы прошлого, в которых главную роль играли ледники.
М. Г. Гросвальд, один из основателей отечественной и мировой гляциологической школы, писал, что ещё в середине XX века палеогляциологию отождествляли с палеоледниковедением, однако уже сейчас появились исследования в области палеоснеговедения, по древним морским льдам, палеомерзлотоведения и по другим направлениям. Палеогляциология изучает также историю существующих природных льдов для выявления современных тенденций в их динамике и создания основ для прогноза будущих климатических изменений.
Палеогляциология близка к палеогеографии, гляциальной геологии и геоморфологии, четвертичной геологии (геологии четвертичного периода) и палеогидрологии. Однако эти и другие подобные дисциплины изучают физико-географическую обстановку в прошлом, развитие земной коры и рельефа земной поверхности под влиянием оледенений, в то время как предметом палеогляциологии являются сами природные льды прошлого.
Главной задачей палеогляциологии является реконструкция для различных хронологических срезов физических параметров ледяных образований, размеров, формы и строения ледяных тел, их географического распространения, баланса массы и его составляющих, температурного режима и теплового баланса, динамики и геологической деятельности, механизмов образования и деградации. Особое место в палеогляциологии отводится анализу прямых и обратных связей природных льдов в глобальной системе атмосфера — океан — суша — оледенение.

## Методы палеогляциологии
Методы палеогляциологии базируются на комплексном использовании двух основных групп фактов.
Первая группа охватывает данные о следах экзарации (ледниковой эрозии) и ледниковой аккумуляции, вещественном составе ледниковых и ледниковообусловленных отложений, их точных радиоизотопных, палеотемпературных, палеонтологических, палеомагнитных характеристиках. Эти факты базируются также на анализе размаха и распределения гляциоизостатических движений земной коры, реликтовых криогенных текстур и других признаков холодных климатов и древних оледенений.
Вторая группа фактов заключает в себя данные наблюдений на современных ледниках, в том числе сведения о зависимости формы их продольных и поперечных профилей от плановых размеров, об интенсивности и механизмах массоэнергообмена льдов с атмосферой, океаном и земной корой.
В современной палеогляциологии применяют несколько подходов:
- совместное исследование режима и короткопериодических колебаний существующих ледников, которые определяются методами абсолютной геохронологии (лихенометрия, дендрохронология, радиоуглеродный метод и другие);
- реконструкция древних ледников на основе геолого-геоморфологических данных (традиционные методы палеогляциологии, появившиеся ещё во времена Ж. Л. Агассиса, см., напр.,[4]);
- создание эмпирико-актуалистических моделей древних ледников, которые используют данные о режиме современного оледенения (например,[5]);
- применение теории автоматического регулирования для анализа колебаний в глобальных природных системах, включающих в себя ледники, морские льды и снежный покров;
- получение информации, необходимой для реконструкции древних климатов, а именно: данных о колебаниях палеотемператур на основе изотопного состава льда из глубоких скважин материковых ледников, о содержании углекислого газа в древних атмосферах, запылённости воздуха и об атмосферных осадках[6].

На основе палеогляциологических методов был доказан плиоценовый (а некоторые специалисты полагают, что даже и миоценовый) возраст начала кайнозойских оледенений полярных областей Земли, а также синхронность этапов разрастания ледниковых покровов Северного и Южного полушарий. Были также получены оценки объёмов древних ледников и эвстатических снижений уровня Мирового океана. Достижения палеогляциологии позволили ряду ведущих гляциологов мира выдвинуть концепцию, согласно которой древние оледенения распространялись не только на сушу, но и на ряд континентальных шельфов и глубоких полярных бассейнов.
Уже в 1990-х годах на основе комплексных методов палеогляциологии и дедуктивного метода познания была создана модель Панарктического ледникового покрова и заложены основы нового научного направления — мариногляциологии. А уже в начале нового тысячелетия была предложена модель Арктического ледникового покрова, который перекрывал мощными взаимосвязанными ледниковыми щитами арктическую сушу и континентальные шельфы Северного полушария, включая всю гигантскую область Северного полярного бассейна.